# La Neuville-Roy
La Neuville-Roy – miejscowość i gmina we Francji, w regionie Hauts-de-France, w departamencie Oise.
Według danych na rok 1990 gminę zamieszkiwały 743 osoby, a gęstość zaludnienia wynosiła 59 osób/km² (wśród 2293 gmin Pikardii La Neuville-Roy plasuje się na 384. miejscu pod względem liczby ludności, natomiast pod względem powierzchni na miejscu 295.).